# Jon & Vangelis
Jon & Vangelis è il duo musicale composto da Jon Anderson (cantante storico degli Yes) e il compositore di musica elettronica e new age Vangelis. Il duo si formò verso la fine degli anni settanta e realizzò 4 album e diversi singoli di successo negli anni ottanta.

## Storia
Anderson e Vangelis si incontrarono nella prima metà degli anni settanta. In quel periodo, Anderson si imbatté nell'album di Vangelis L'Apocalypse des Animaux (1973); entusiasmato da quest'opera, decise di conoscere personalmente Vangelis e lo andò a trovare nella sua casa di Parigi. Nel 1974, quando Rick Wakeman lasciò gli Yes, i due erano già buoni amici e, su invito di Anderson, Vangelis giunse a considerare l'ipotesi di sostituire Wakeman nel gruppo. Alla fine, però, non se ne fece nulla, e gli Yes presero Patrick Moraz. Nel frattempo, Anderson iniziò a collaborare saltuariamente col compositore greco, cantando per la prima volta sulla musica di Vangelis nell'album Heaven and Hell del 1975, dove cantò nel brano So Long Ago, So Clear.
Nel 1976, Vangelis prestò ad Anderson il proprio studio discografico situato a Londra (Nemo Studios), per registrare il primo album solista del cantante, Olias of Sunhillow. In seguito alla pubblicazione di Olias, diverse persone si complimentarono con Vangelis per il suo lavoro su quell'album; cosa che lo stupì, perché non aveva suonato neppure una nota.
Nella seconda metà degli anni '70, Anderson continuò ad apparire con sempre maggiore frequenza sugli album di Vangelis: come arpista in Opéra Sauvage (1979) e alla voce in See You Later (1980). Al volgere del decennio, gli Yes erano ormai sciolti (e Anderson li aveva abbandonati ancora prima dello scioglimento), e prese definitivamente vita il progetto "Jon & Vangelis". I due realizzarono tre album fra il 1980 e il 1983 (Short Stories, The Friends of Mr. Cairo e Private Collection). I primi due includevano anche due brani che furono singoli di grande successo, I Hear You Now e I'll Find My Way Home. Il modus operandi del duo è stato più volte descritto da entrambi: in sostanza, Vangelis componeva musica strumentale, e Anderson ci cantava sopra liberamente, inventando sul momento anche le parole. Queste improvvisazioni venivano registrate e via via raffinate fino a diventare vere e proprie canzoni. Quel periodo fu uno dei più produttivi della carriera di Vangelis, e tutti e tre gli album dimostrano un alto livello di sperimentazione. Brani come Horizons (da Private Collection) sono spesso considerati come vere pietre miliari del progressive.
Dopo Private Collection, il duo si fermò per qualche anno (una raccolta, dal titolo The Best of Jon and Vangelis, fu pubblicata nel 1984). Nel frattempo gli Yes si erano ricostituiti, riaffermandosi anche sulla scena musicale con l'enorme successo di 90125 (1983). L'album successivo del duo fu Page of Life, iniziato a registrare nel 1986 tra Stati Uniti e Italia, ma pubblicato soltanto nel 1991, periodo in cui Anderson si era nuovamente allontanato dagli Yes per dare vita al progetto Anderson Bruford Wakeman Howe (Vangelis contribuì a questo progetto con il brano Let's Pretend, che compare sull'album omonimo Anderson Bruford Wakeman Howe). Page Of Life sarà l'ultimo lavoro discografico del duo: Anderson raccontò infatti che, l'ultima volta che si parlarono, Vangelis gli confessò di essere "stanco di Jon & Vangelis e stanco del business", mettendo di fatto fine alla collaborazione tra i due.
Dopo Page of Life, Anderson e Vangelis non hanno più realizzato album come duo, pur continuando a collaborare occasionalmente ai relativi progetti; è di Vangelis, per esempio, la musica della title track dell'album di Anderson Change We Must (1994). Nello stesso anno viene pubblicata la seconda raccolta dal titolo Chronicles.

## Discografia

### Album in studio
- 1980 - Short Stories
- 1981 - The Friends of Mr. Cairo
- 1983 - Private Collection
- 1991 - Page of Life (riedizione semiufficiale non riconosciuta da Vangelis nel 1998)

### Raccolte
- 1984 - The Best of Jon & Vangelis
- 1994 - Chronicles